# Vimeo
Vimeo ist ein 2004 gegründetes Videoportal des US-amerikanischen Unternehmens Vimeo LLC mit Sitz ursprünglich in White Plains im Bundesstaat New York und inzwischen am Hudson River in Manhattan. Es unterstützt seit 2007 das Streaming von Videos in HD und seit 2015 in 4K Ultra HD. Neben der kostenlosen Nutzung des Portals bietet es auch die Möglichkeit, kostenpflichtige Inhalte zu veröffentlichen.
Der Name Vimeo stammt von Mitgründer Jakob Lodwick und ist ein Anagramm des englischen Wortes movie („Film“). Er spielt außerdem mit den Worten Video und me („ich“) und betont damit auch einen Bezug zwischen den Filmen und ihren Eigentümern.
Auf Vimeo findet sich in Abgrenzung zur Konkurrenz vor allem künstlerisch hochwertiger Content wie Musikvideos, Kurzfilme und Dokumentationen.
Im Herbst 2017 erwarb Vimeo in seiner bis dahin größten Übernahme den Anbieter Livestream, um damit auch ein eigenes Livestream-Angebot zu starten.
Das Portal ermöglicht auch die Erstellung „persönlicher Streams“, in denen Videos anderer Benutzerprofile gesammelt, kommentiert und bewertet werden können.
Für die Seitendarstellung im Browser nutzt Vimeo zahlreiche Strukturelemente von HTML5.
Darüber hinaus sind die Videos des Portals auch über die Set-Top-Box Apple TV zu empfangen. Die entsprechende App wird inzwischen nicht mehr weiterentwickelt.
Im Mai 2021 verkaufte InterActiveCorp seine Beteiligung an Vimeo. Ende Mai 2024 kündigte CEO Philip Moyer an, auf Vimeo hochgeladene Videos gleich welchen Bezahlmodells nicht für das Training ‚generativer KI‘ zu verwenden. Ebenso wird unbefugtes Content Scraping, also das Abgreifen der Inhalte durch andere Websites und deren Veröffentlichung an anderer Stelle verboten. Damit unterscheidet sich das Unternehmen deutlich von der Mehrheit der Wettbewerber wie den GAMMA-Plattformen. 